# Обрив-ан-Руаян
Обри́в-ан-Руая́н (фр. Auberives-en-Royans) — коммуна во Франции, находится в регионе Рона — Альпы. Департамент коммуны — Изер. Входит в состав кантона Сюд Грезиводан. Округ коммуны — Гренобль.
Код INSEE коммуны — 38018. Население коммуны на 2012 год составляло 374 человека. Населённый пункт находится на высоте от 170 до 330 метров над уровнем моря. Муниципалитет расположен на расстоянии около 480 км юго-восточнее Парижа, 90 км юго-восточнее Лиона, 37 км западнее Гренобля. Мэр коммуны — Стефан Виллар, мандат действует на протяжении 2014—2020 гг.
Динамика населения (INSEE):